# Polylepiscus braueri
Polylepiscus braueri är en mångfotingart som beskrevs av Carl 1918. Polylepiscus braueri ingår i släktet Polylepiscus och familjen Aphelidesmidae. Inga underarter finns listade i Catalogue of Life.